# Krobielowice

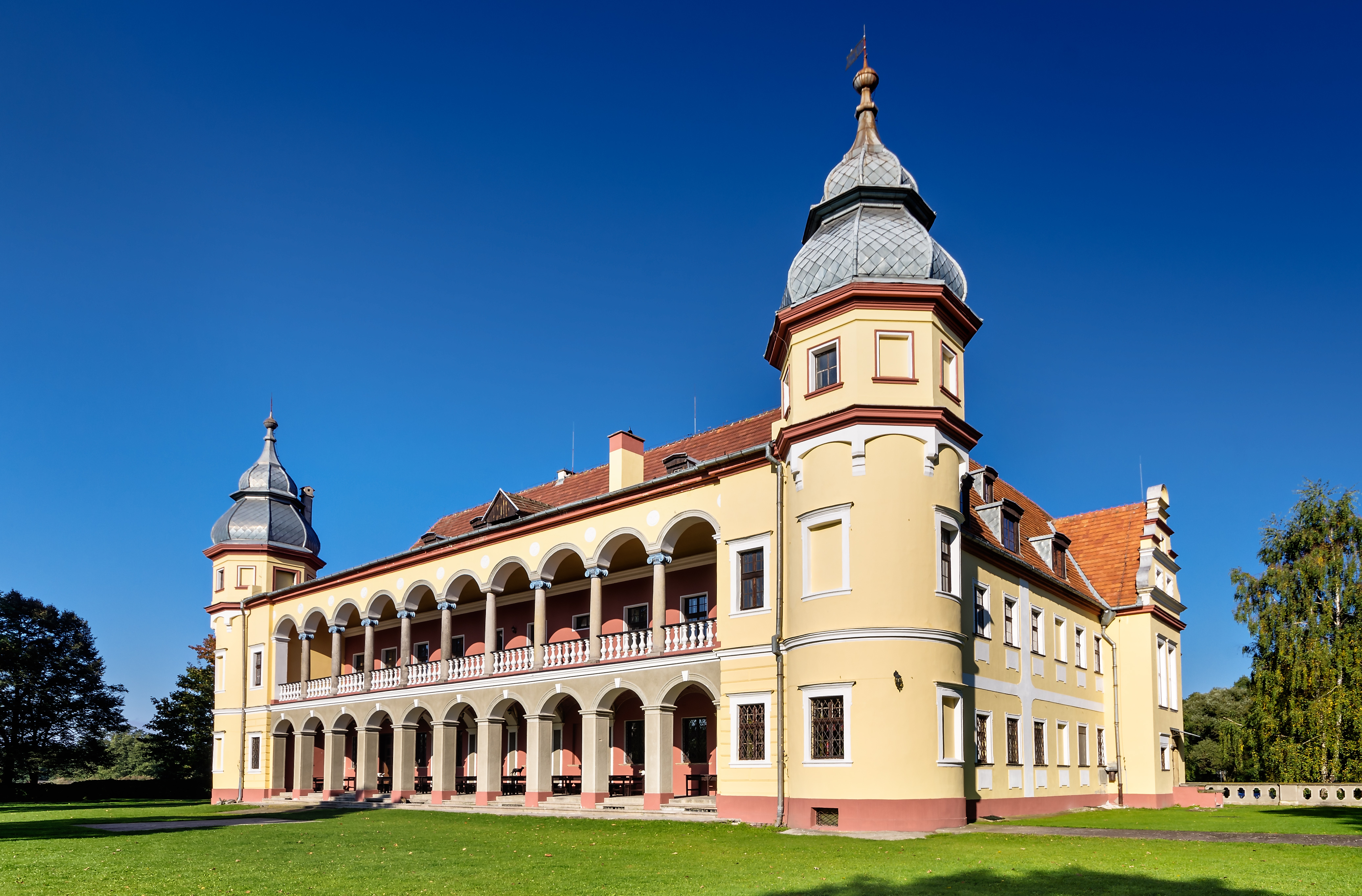
Schloss Krieblowitz

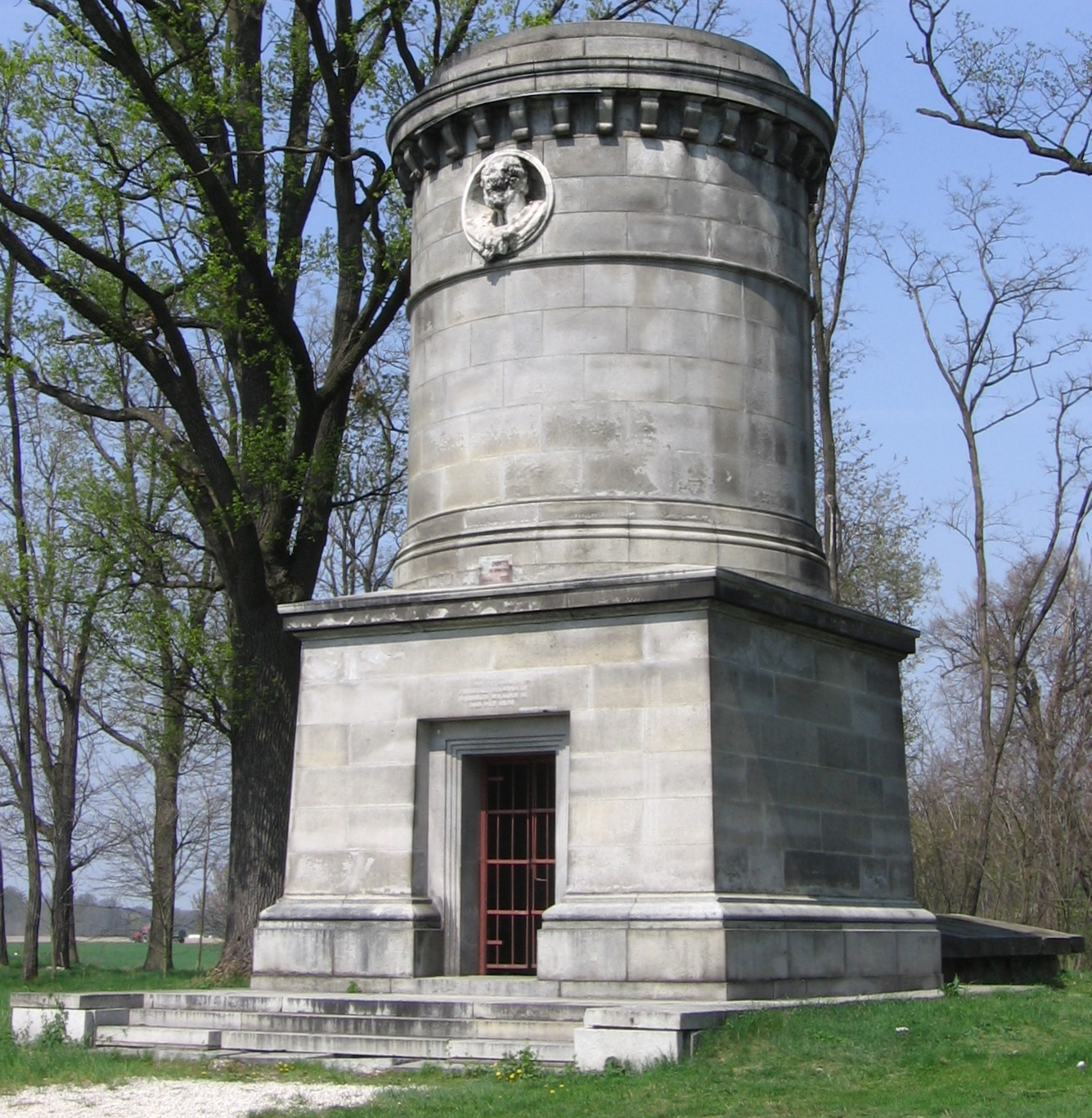
Blüchermausoleum in Krobielowice

Krobielowice [krɔbʲɛlɔˈvʲiʦɛ] (deutsch Krieblowitz, 1937–45 Blüchersruh) ist ein Ort in der Stadt- und Landgemeinde Wrocławskie (Kanth) im Powiat Wrocławski der Woiwodschaft Niederschlesien in Polen. Es liegt an der Czarna Woda (Schwarzwasser), einem Nebenfluss der Bystrzyca (Schweidnitzer Weistritz).

## Geschichte
Das Dorf erscheint bereits 1321 als ritterlicher Besitz, 1349 erwähnte man einen festen Turm (Wohnturm). Zwischen 1417 und 1810 war es Eigentum des Prämonstratenserstift St. Vinzenz in Breslau. 
Im Jahre 1814, nach der Säkularisation der Klöster, schenkte der preußische Staat Krieblowitz und weitere elf Güter dem Feldmarschall Blücher, der in das barocke, um 1570 errichtete, Schloss einzog und hier seine letzten Jahre verbrachte. Er starb 1819 und wurde zunächst in der katholischen Kirche des benachbarten Dorfes Woigwitz (heute poln. Wojtkowice) bestattet und 1820 in die neuerbaute, außerhalb des Dorfes Krieblowitz gelegene, Familiengruft übergeführt. Man wollte ein eigenes Grab für ihn schaffen und es mit einem 600 t schweren Granitblock vom Berg Zobten bedecken, dessen Transport aber technisch unmöglich war. Schließlich wurde der Block in quadratische Teile zerschnitten, aus welchen man auf Veranlassung des Königs Friedrich Wilhelm IV. in den Jahren 1846–1853 neben der Familiengruft einen hohen runden Turmbau errichtete, der den Sarg Blüchers barg. Der Turm erlitt durch Plünderungen sowjetischer Soldaten am 25. Februar 1945 und Vandalismusakte nach dem Zweiten Weltkrieg Beschädigungen, wobei der Sarg Blüchers beseitigt wurde. Die Familiengruft neben dem Turm ist leer.
Zum Schloss Krieblowitz gehörte mehrere Rittergüter, die in Form einer Familienfideikommiss-Herrschaft geführt wurden.
1937 wurde der Ort kurzzeitig in Blüchersruh umbenannt.
1996 wurde das Gelände des Mausoleums in gemeinsamer Arbeit der Bundeswehr und des Polnischen Heeres in Ordnung gebracht, wurde aber mittlerweile erneut beschädigt.

## Einwohner
Die Zahl der Einwohner ist in den letzten Jahren stabil. Zum letzten Stichtag am 31. Dezember 2019 hatte der Ort 182 Einwohner.
| Jahr 1    | 2007 | 2008 | 2009 | 2010 | 2011 | 2012 | 2013 | 2014 | 2015 | 2016 | 2017 | 2018 | 2019 |
| --------- | ---- | ---- | ---- | ---- | ---- | ---- | ---- | ---- | ---- | ---- | ---- | ---- | ---- |
| Einwohner | 187  | 187  | 191  | 192  | 187  | 174  | 172  | 171  | 170  | 168  | 172  | 181  | 182  |

## Sehenswürdigkeiten
- Schloss Krieblowitz, ehemaliger Besitz von Blücher, heute Schlosshotel
- Blücher-Mausoleum, zylindrischer Bau von etwa 10 m Höhe.